# Black Mask
Black Mask, auch unter dem Verweistitel Black Mask: Mission Possible (Originaltitel: chinesisch 黑俠 / 黑侠, Pinyin Hēixiá, Jyutping Hak1 hap6 – „ritterlicher Held in Schwarz“) bekannt, ist ein Actionfilm aus dem Jahr 1996 mit Jet Li in der Hauptrolle.
Der Film ist eine Adaption des gleichnamigen manhua von Li Chi-Tak.
2002 wurde eine Fortsetzung mit dem Namen Black Mask II veröffentlicht. Allerdings hatte der Film nichts mit den Vorgänger zu tun und auch Jet Li spielte nicht mehr mit.

## Handlung
Die Eliteeinheit 701 ist ein Experiment zur Schaffung von Supersoldaten. Den Mitgliedern wurde das Schmerzempfinden durch eine Operation genommen, womit sie praktisch unbesiegbar wurden. Ein Mitglied dieser Einheit hat sich jedoch von ihnen abgewandt, weil er ein normales Leben führen wollte. Jahre später, als Einheit 701 ein Massaker unter Hongkongs Drogenbossen anrichtet und die Freunde des Aussteigers in Gefahr geraten, kämpft dieser verdeckt mit einer schwarzen Maske gegen die Einheit in einem äußerst blutigen Krieg Mann gegen Mann. Am Ende schafft es „Black Mask“, den Anführer von 701 zu finden und zu töten. Er selbst reist am Schluss in ein fernes Land, um die Operation an ihm wieder rückgängig zu machen.

## Auszeichnungen
Nominierungen bei den Hong Kong Film Awards in drei Kategorien.

## Hintergrund
In Deutschland wurde nach 25 Jahren die Indizierung des Films im Juni 2023 aufgehoben.